# Mémorial Albert Ier
 (janvier 2020).
Le mémorial Albert Ier s'élève à la pointe de l'île Monsin qui sépare la Meuse du canal Albert en aval de Liège. Il est inauguré par Léopold III au mois d'août 1939 en souvenir d'Albert Ier, qui avait lui-même inauguré les travaux du canal le 31 mai 1930. L'architecte est Joseph Moutschen.

## Île Monsin
L'île s'étend sur deux hectares au-delà du pont Marexhe. Le relief est plan à l'exception du phare auquel est adossée la statue du roi Albert 1er à qui l'on doit l'initiative du canal.

## Parti architectural
L'élément dominant du mémorial est le phare de 42 mètres de haut et la grande statue du roi Albert 1er, mais de manière à augmenter le symbole, l'aménagement de la presqu'île requiert également une attention particulière de l'architecte et ce jusqu'au pont Marexhe qui en est le point d'accès. La différence de niveau entre le pont Marexhe et la presqu'île est rattrapé par un mur de soutènement. Ce mur d'appui s'ouvre sur une large esplanade qui mène au phare. Ce mur est gardé par deux grandes statues des sculpteurs Robert Massart et Louis Dupont représentant un débardeur et un puddleur. La statue du roi Albert est, quant à elle, l'œuvre du sculpteur belge Marcel Rau. Le phare en lui-même se présente sous la forme d'une tour rectangulaire en haut de laquelle on trouve une cage vitrée. La tour est d'une grande simplicité de manière à laisser l'intérêt à la statue du roi Albert 1er. La décoration architecturale et la gravure du schéma du canal sont de Oscar Berchmans. Enfin, le gros œuvre a été confié à la société anonyme Bémat de Liège.

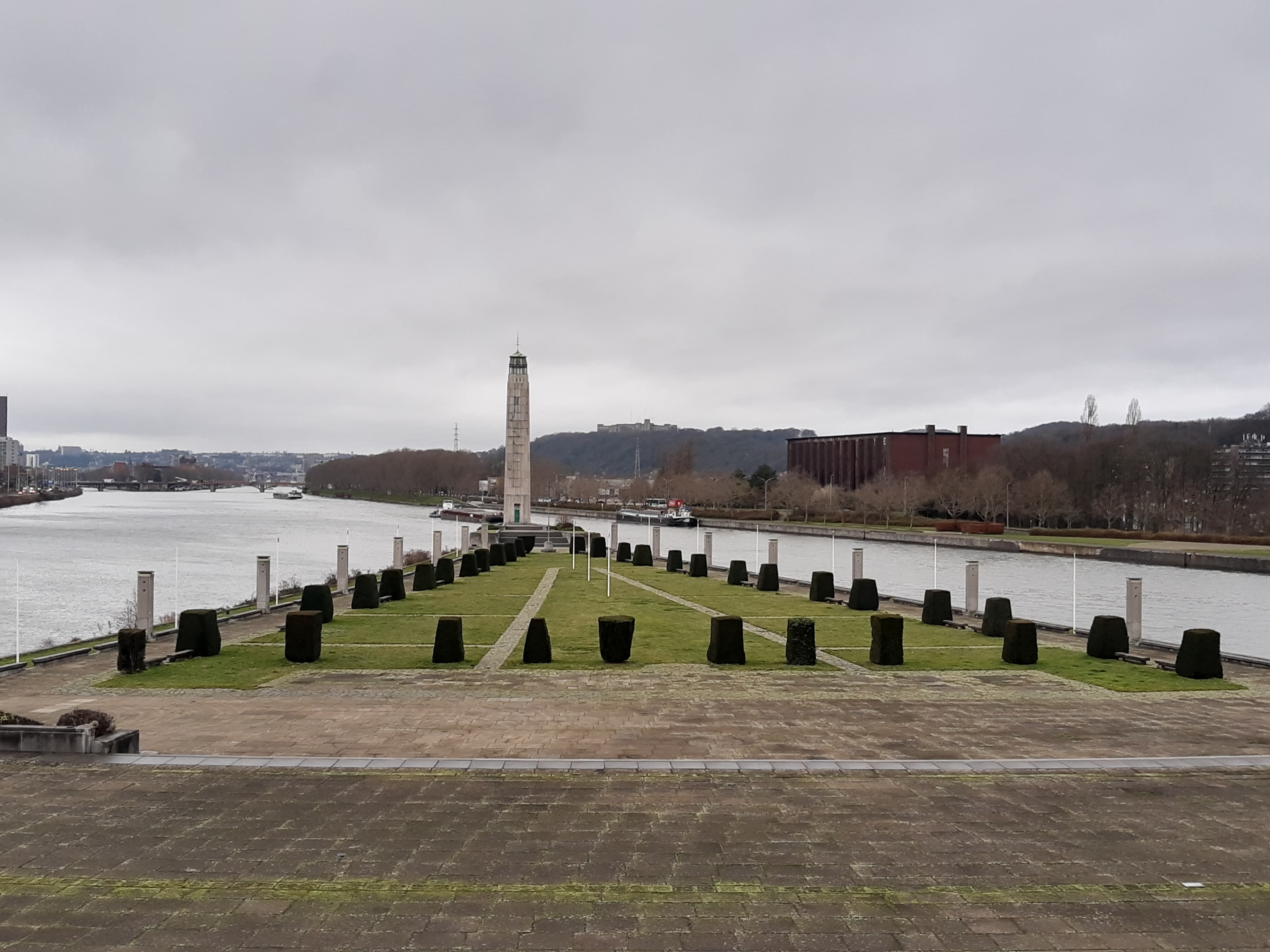
Esplanade du mémorial
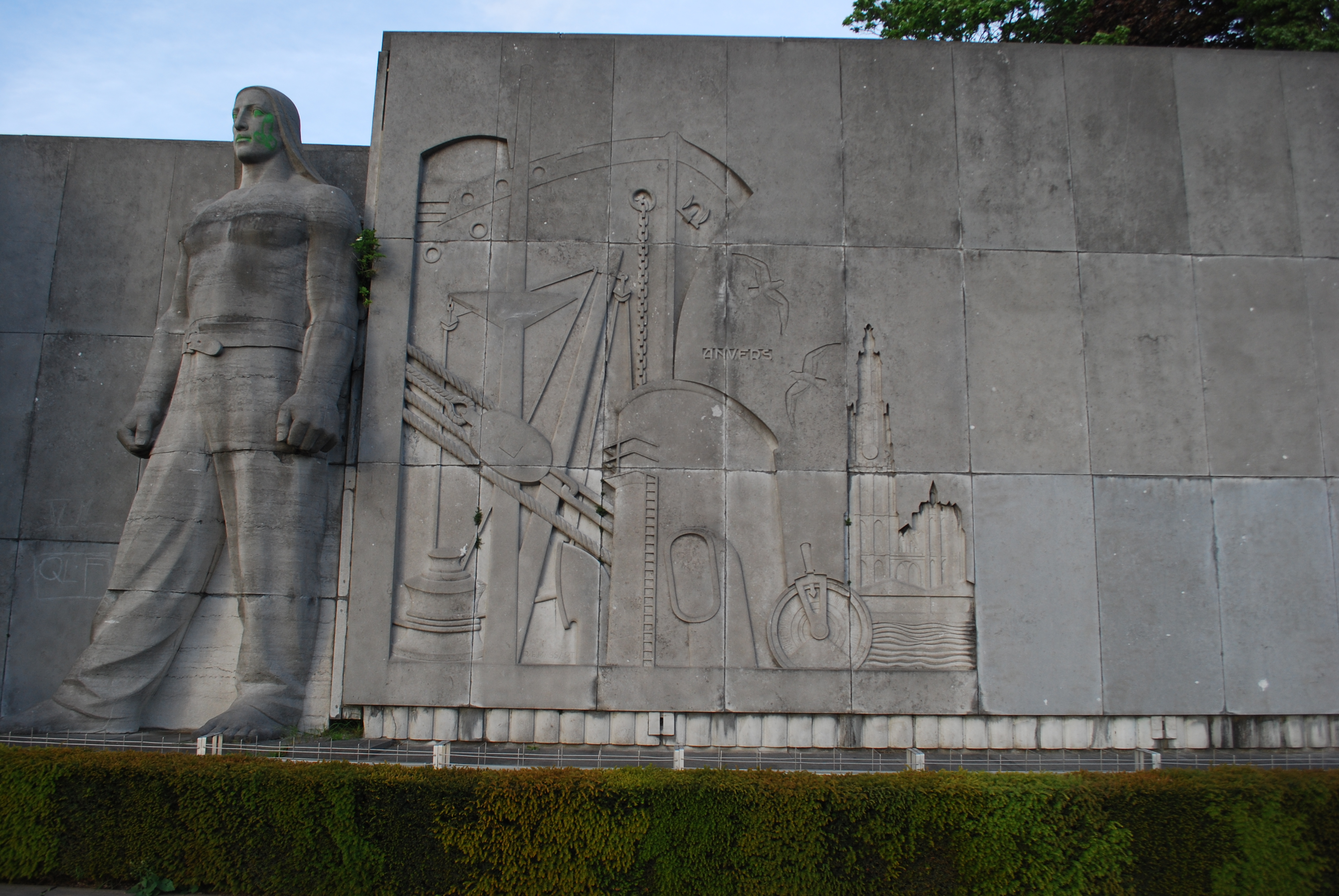
La Ville d'Anvers et Le débardeur
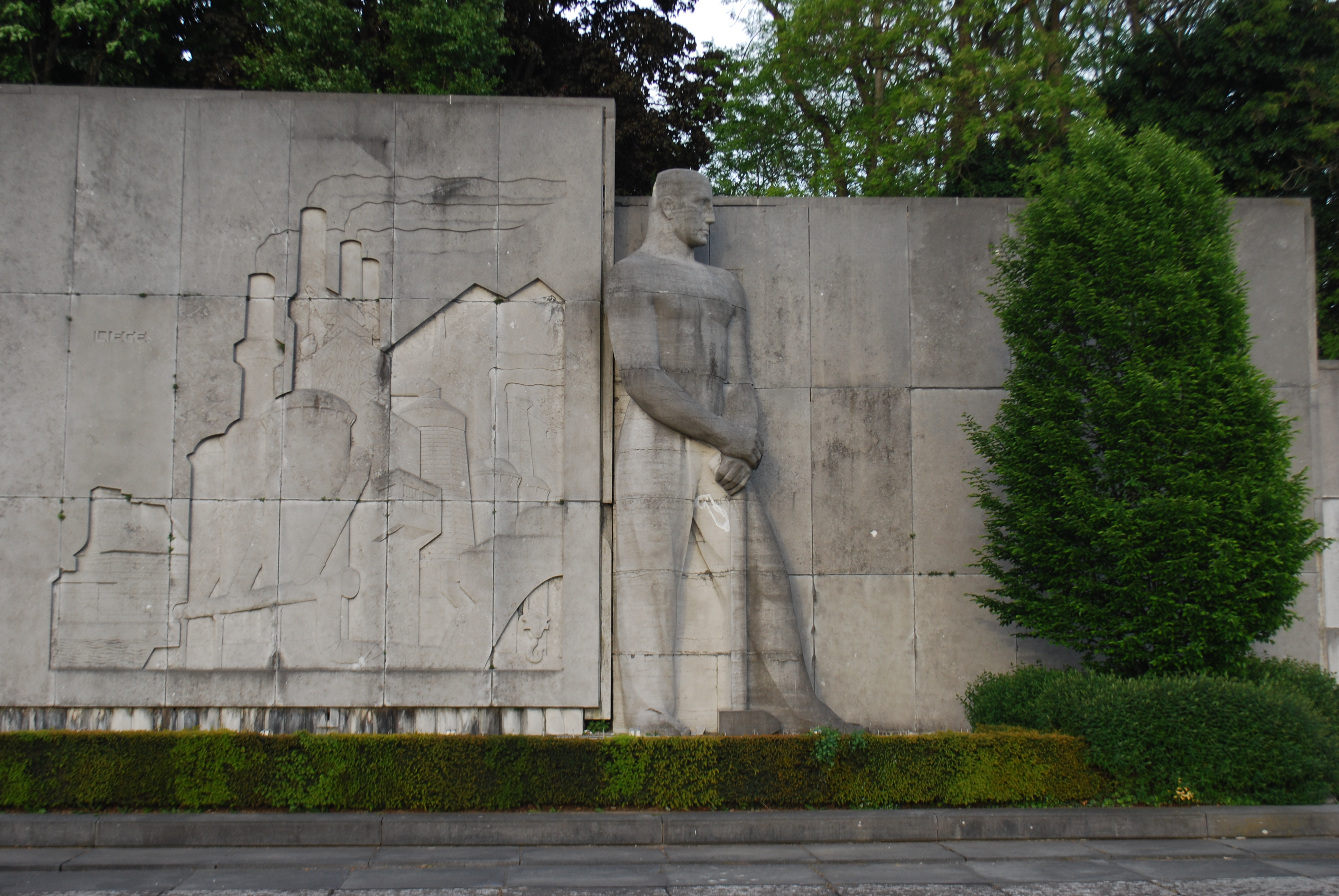
La Ville de Liège et Le métallurgiste

## Contexte historique
L'île Monsin est initialement un marécage. À l'époque, ce petit territoire est très régulièrement inondé à chaque crue du fleuve. Liège ne bénéficie alors d'aucun véritable port et doit se contenter, dans les années 1930, de 8 quais aménagés en bord de Meuse, ce qui est peu compte tenu de l'industrialisation de la région. C'est en 1936 que la décision est prise d'offrir à Liège un port autonome, en parallèle avec la construction du canal Albert. À la mort du roi Albert Ier, qui a inauguré les travaux, on décide d'installer un mémorial sur l'île. Le phare comporte un fanal avec feu à trois oscillations. Autrefois, il servait de balise pour l'aviation de nuit. Le monument comporte, au-dessus de la porte d'entrée du phare, l'inscription de la devise nationale « L'union fait la force » ainsi qu'un lion héraldique. Un ensemble monumental de cette importance fut étudié pour conserver sa pérennité. Ainsi les accessoires ont volontairement été réduits au minimum.

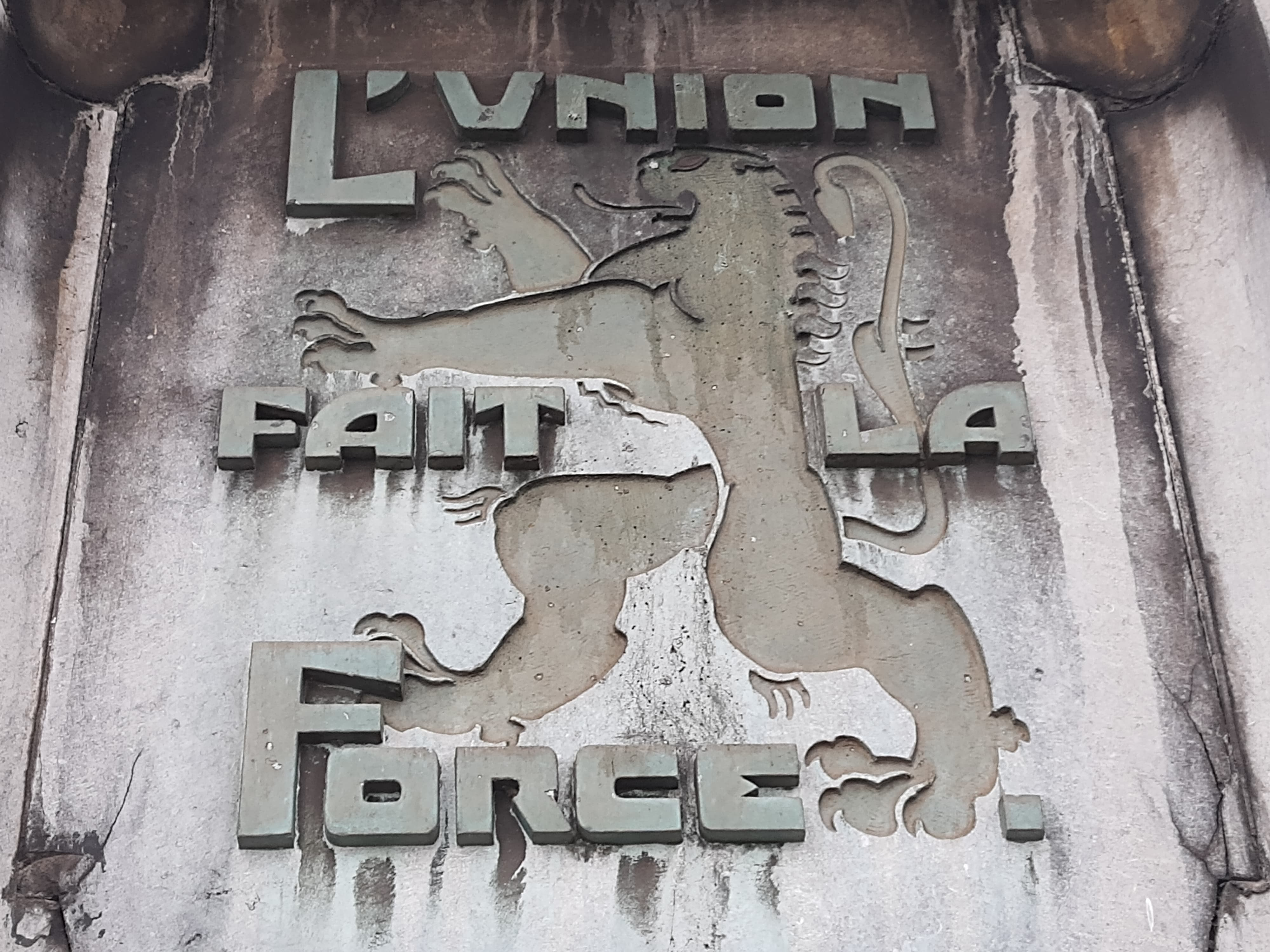
L'union fait la force, devise de la Belgique

## Procédés de construction
La pierre utilisée en parement sert de coffrage pour le béton structurel. Les fondations comportent 435 pieux de 7 mètres de long. L'ossature du phare est en béton armé.

## Matériaux
Les matériaux présents sur le site sont au nombre de trois. Le verre, le bronze et le granit. Le granit est issu des bassins d'exploitation liégeois et hennuyer. Près de 1 500 m3 de pierre sont utilisés pour l'ensemble du mémorial, ce qui en fait, à l'époque, la plus grande utilisation de pierre bleue que l'on connaisse pour des ouvrages de ce type.